# Nekroskop
Nekroskop – cykl o wampirach autorstwa brytyjskiego pisarza, Briana Lumleya.

## CyklNekroskop
Cykl składa się z następujących tomów:
Nekroskop
- 1986 Nekroskop 1: Nekroskop (Necroscope)
- 1988 Nekroskop 2: Wampiry (Necroscope II: Wamphyri!)
- 1989 Nekroskop 3: Źródło (Necroscope III: The Source)
- 1990 Nekroskop 4: Mowa umarłych (Necroscope IV: Deadspeak)
- 1991 Nekroskop 5: Roznosiciel (Necroscope V: Deadspawn)

Świat wampirów
- 1992 Nekroskop 6: Bracia krwi (Blood Brothers)
- 1993 Nekroskop 7: Ostatnie zamczysko (The Last Aerie)
- 1994 Nekroskop 8: Krwawe wojny (Bloodwars)

Stracone lata
- 1995 Nekroskop 9: Stracone lata (Necroscope: The Lost Years)
- 1996 Nekroskop 10: Odrodzenie (Necroscope: The Lost Years II: Resurgence)

Wydział E
- 1999 Nekroskop 11: Najeźdźcy (E-branch: Invaders)
- 2000 Nekroskop 12: Piętno (Necroscope: Defilers)
- 2001 Nekroskop 13: Obrońcy (Necroscope: Avengers)

Nowe przygody Nekroskopa
- 2006 Nekroskop 14: Dotyk (Necroscope: The Touch)
- 2009 Nekroskop 16: Harry i piraci (Necroscope: Harry and the Pirates)
- 2010 Nekroskop 17: Nosiciel (The Plague-Bearer)
- 2014 Nekroskop 18: Morderstwa w Kontinuum Mobiusa

Do cyklu wliczane są również opowiadania zawarte w zbiorze Nekroskop 15: Harry Keogh i inni dziwni bohaterowie (Harry Keogh: Necroscope and Other Weird Heroes!, 2003). Są to:
- Martwy Eddy (Dead Eddy)
- Sny dinozaurów (Dinosaur Dreams)
- Wskrzeszenie (Resurrection)

## Opis fabuły
Tytułowym nekroskopem jest Harry Keogh, obdarzony zdolnością porozumiewania się z umarłymi syn rosyjskiej emigrantki o zdolnościach paranormalnych oraz rosyjskiego szpiega-emigranta. Początkowo korzysta on ze swych zdolności w celach osobistych. Zmarli pomagają mu rozwiązywać szkolne zadania, uczą jazdy na łyżwach czy technik samoobrony. Harry nie wie, że w Anglii działa specjalna komórka wywiadu, INTESP, zajmująca się wykorzystywaniem postrzegania pozazmysłowego do celów wywiadowczych. INTESP posiada w swojej ekipie również tzw. "wykrywaczy" – ludzi potrafiących odnaleźć innych obdarzonych talentem ESP. Jeden z nich odnajduje Harry'ego i nakłania go do przyłączenia się do zespołu. 
Odtąd głównym zajęciem Harry'ego staje się walka z pradawnym złem – wampirami, nekromantami i podobnymi przeciwnikami. W walce tej zdarza się INTESP współpracować z radzieckim odpowiednikiem – Wydziałem "E".
W trzeciej części cyklu akcja przenosi się do równoległego świata, do którego przejście otwarte zostało przypadkowo, w wyniku wypadku podczas prób nowej radzieckiej broni. Okazuje się nim być ojczysta planeta wampirów. Harry wraz ze swym synem musi stawić czoła wampirzej armii.
W części czwartej Keogh walcząc (już na Ziemi) z kolejnym wampirem sam ulega zakażeniu wampiryzmem. W części piątej jego przeciwnikami, oprócz wampirów i pewnego psychopaty–nekromanty i seryjnego mordercy w jednym, stają się też jego dawni koledzy z INTESP, wierni zadaniu wytępienia wampiryzmu. Harry postanawia dobrowolnie opuścić Ziemię i udać się do równoległego świata, na wampirzą planetę. Nie czeka go tam jednak miłe przyjęcie – z poprzedniej bitwy pozostało przy życiu kilka wampirów, a wampiry są bardzo mściwe.

## Część I: Nekroskop
Do biura parawywiadu brytyjskiego przybywa duch niedoszłego parawywiadowcy, Harry'ego Keogha. Po śmierci przełożonego Aleca Kyle'a, Keenana Gromleya, ten przejmuje jego sprawy i obowiązki. Zjawa zaczyna opowiadać mu historię łączącą jego przybycie z parawywiadem. Harry był synem Anglika i telepatki, Rosjanki. Przejął po matce dar nawiązywania kontaktu ze zmarłymi. Potem jego ojczymem był rosyjski parawywiadowca, który przybył do Anglii w celu szpiegowania kontrwywiadu. Zabił matkę Harry'ego, topiąc ją w zimnej rzece, podczas jazdy na łyżwach. Od tamtej pory Harry myślał tylko o zemście na Szukszinie, a po nocach śniły mu się koszmary z obrazem śmierci matki.

## Bohaterowie
Harry Keogh – chłopiec uznawany za dziwaka, przejął po matce talent umożliwiający mu nawiązywanie kontaktu ze zmarłymi. Ma możliwość wykonywania czegokolwiek poprzez pomoc duchów, ma u nich wielki szacunek. Bardzo kocha swoją matkę, nawet po jej śmierci. Takim samym uczuciem darzy swoją dziewczynę Brendę, która stała się jego żoną. Zabija ojczyma, a także stara się walczyć ze złem (czarnymi mocami, wampirami). W pewnym okresie życia wstępuje do parawywiadu brytyjskiego. Ginie na Zamku Bronnicy, zastrzelony przez Dragosaniego.

Darcy Clark - Człowiek deflektor. Posiada anioła stróża.
Trevor Jordan - Telepata. Potrafi czytać w myślach innych ludzi.
Alec Kyle - Prekognita. Widzi przebłyski przyszłości.
Sir Keenan Gromley- Wykrywacz 'talentów'. To on wyszukuje i werbuje Talenty paranormalne do INTESP.
Ben Trask - Pełni funkcję wykrywacza kłamstw. Bez problemu rozpoznaje fałsz.
Zekhinta Foener - Wysokiej klasy telepatka. Wejście do ludzkich umysłów nie stanowi dla niej żadnego problemu, jest szpiegiem mentalnym, złodziejem myśli.
Jazz Simmons - Podwójny agent bez talentów paranormalnych, ale jest świetnie wyszkolonym komandosem. 
Borys Dragosani - Nekromanta. Jego talent nie polega na komunikacji ze zmarłymi, lecz na wydzieraniu zmarłym ich najgłębszych sekretów siłą. Podczas przesłuchania zmarli odczuwają fizyczne męki.
Gieorgij Borowic - Szef Rosyjskiego tajnego wydziału E, zajmującego się szpiegostwem paranormalnym.
Tibor Ferenczy - Nieumarły, Wampir, Stwór pogrzebany żywcem w Rumunii na przeklętej ziemi. Planuje powrót do świata żywych, mentor Dragosaniego.
Maks Batu - Człowiek pochodzenia mongolskiego dysponujący makabrycznym talentem uśmiercania ludzi 'Złym Okiem'.